# Thalassophorus
Thalassophorus (лат.) — род мух-зеленушек из подсемейства Parathalassiinae (Dolichopodidae). 2 вида из Японии и Северной Америки.

## Описание
Мелкие мухи длиной около 2 мм. Щека хорошо развита и выступает ниже глаза; пальпус треугольный, сужается к заостренному кончику. Базальная часть косты с 2 сильными шиповидными щетинками около поперечного шва h и 2 слабыми шиповидными щетинками на уровне основания R23. Церкус самки заканчивается в виде тонкого кутикулярного выступа.

## Классификация
Род включает 2 вида. Впервые описан в 1986 году.
- Thalassophorus arnaudi Brooks & Cumming, 2011 – Британская Колумбия, Орегон, Калифорния
- Thalassophorus spinipennis Saigusa, 1986 – Япония